# Pterolophia multifasciculata
Pterolophia multifasciculata är en skalbaggsart som beskrevs av Maurice Pic 1926. Pterolophia multifasciculata ingår i släktet Pterolophia och familjen långhorningar. Inga underarter finns listade i Catalogue of Life.